# Sagrada Familia (Cile)
Sagrada Familia è un comune del Cile della provincia di Curicó nella Regione del Maule. Al censimento del 2002 possedeva una popolazione di 17.519 abitanti.

## Società

### Evoluzione demografica
| Censimento del 1992 | Censimento del 2002 |
| 16.894 ab.          | 17.519 ab.          |